# Uitiuh Ana
Uitiuh Ana is een bestuurslaag in het regentschap Kupang van de provincie Oost-Nusa Tenggara, Indonesië. Uitiuh Ana telt 1466 inwoners (volkstelling 2010).